# Cloruro di tantalio(V)
Il cloruro di tantalio(V) o pentacloruro di tantalio è un composto inorganico del cloro e del tantalio con formula TaCl5. In condizioni normali è un solido cristallino bianco, che si idrolizza rapidamente a contatto con l'acqua rilasciando acido cloridrico. In questo composto il tantalio è nello stato di ossidazione +5. Viene usato come precursore per la sintesi di altri composti del tantalio.

## Struttura
Il cloruro di tantalio(V) cristallizza nel sistema monoclino con gruppo spaziale C2/m (gruppo n°12) e simbolo di Pearson mS72. Allo stato solido sono presenti dimeri Ta2Cl10; i dieci atomi di cloro sono ai vertici di due ottaedri con un lato in comune. Al centro dei due ottaedri ci sono i due atomi di tantalio, legati da due atomi di cloro a ponte. La struttura dimera viene mantenuta in solventi non complessanti, e in larga misura anche allo stato fuso. Allo stato vapore sono invece presenti monomeri TaCl5, con struttura di bipiramide trigonale simile a quella del pentacloruro di fosforo (PCl5).

## Sintesi
Il cloruro di tantalio(V) viene in genere preparato per sintesi diretta trattando il metallo riscaldato con cloro:
{\displaystyle {\ce {2Ta \ + \ 5Cl2 -> 2TaCl5}}}
Alternativamente si può trattare l'ossido di tantalio(V) (Ta2=5) con cloruro di tionile (SOCl2):
{\displaystyle {\ce {Ta2O5 \ + \ 5SOCl2 -> 2TaCl5 \ + \ 5SO2}}}
o con tetraclorometano:
{\displaystyle {\ce {Ta2O5 \ + \ 5CCl4 -> 2TaCl5 \ + \ 5COCl2}}}
Il cloruro di tantalio(V) si purifica per sublimazione.

## Reattività
Il cloruro di tantalio(V) è elettrofilo e può catalizzare reazioni di Friedel-Crafts, in modo simile al cloruro d'alluminio (AlCl3). Come acido di Lewis può formare addotti con molte basi di Lewis. Ad esempio, il cloruro di tantalio(V) forma complessi stabili con gli eteri:
{\displaystyle {\ce {TaCl5\ +\ R2O->TaCl5(OR2)\,\,\,\,}}}  con{\displaystyle \,\,\,\,\mathrm {R=Me,Et} }
Reagisce anche con il pentacloruro di fosforo e l'ossicloruro di fosforo; il primo reagisce come donatore di cloruro e il secondo forma l'addotto legandosi con l'ossigeno:
{\displaystyle {\ce {TaCl5\ +\ PCl5->\ [PCl4^{+}][TaCl6^{-}]}}}
{\displaystyle {\ce {TaCl5\ +\ OPCl3->\ [TaCl5(OPCl3)]}}}
Con ammine terziarie forma addotti cristallini:
{\displaystyle {\ce {TaCl5 \ + \ 2 R3N -> [TaCl5(NMe3)]}}}
Forma addotti anche con anioni: 
{\displaystyle {\ce {TaCl5\ +\ NaCl->Na^{+}TaCl6^{-}}}}
Si può avere anche sostituzione del cloro coordinato al tantalio. Con alcoli, fenoli e acidi carbossilici si ha eliminazione di acido cloridrico:
{\displaystyle {\ce {TaCl5 \ + \ 3HOEt -> TaCl2(OEt)3 \ + \ 3HCl}}}
In presenza di ammoniaca come accettore di acido cloridrico si sostituiscono tutti e cinque i leganti cloro e si forma Ta(OEt)5. In modo analogo, il cloruro di tantalio(V) reagisce con metossido di litio in metanolo anidro per formare metossiderivati:
{\displaystyle {\ce {TaCl5 \ + \ 4LiOMe -> Ta(OMe)4Cl \ + \ 4LiCl}}}
In presenza di ammine aromatiche si ha spesso riduzione del metallo a Ta(IV). Ad esempio con bpy si forma Ta(bpy)Cl4.

## Indicazioni di sicurezza
Il cloruro di tantalio(V) è disponibile in commercio. Il composto è nocivo se ingerito. Per contatto provoca gravi ustioni cutanee e gravi lesioni agli occhi. Non ci sono dati che indichino proprietà cancerogene. Viene considerato poco pericoloso per le acque e l'ambiente.